# Zuchwil
Zuchwil est une commune suisse du canton de Soleure, située dans le district de Wasseramt.

Vue aérienne (1953)

## Personnalités
- Robert Hagmann, coureur cycliste professionnel

## Économie
- Usine de béton du groupe français Vicat